# YX LABELS
YX LABELS（日语：ワイエックス・レーベルズ）是一間日本經紀娛樂公司。舊名為Big Hit Entertainment Japan、HYBE LABELS JAPAN，2017年由韓國知名音樂製作人房時爀於日本成立，為韓國HYBE的日本總部HYBE JAPAN旗下的子公司。目前旗下藝人有團體&TEAM、aoen。

## 歷史

### 2017年－2021年：Big Hit Japan
2017年9月29日，由韓國知名詞曲創作人與製作人房時爀於日本創立，為Big Hit娛樂日本子公司。
2021年1月1日，公布以日本為基礎的全球新人出道計畫，並公開徵選。五位由選秀節目《I-LAND》遭到淘汰的K、NICHOLAS、EJ、KYUNGMIN、TAKI，將與透過新選秀節目《＆AUDITION》選出追加的新成員，組成新男子團體，在日本出道。

### 2021年－2025年：HYBE LABELS JAPAN

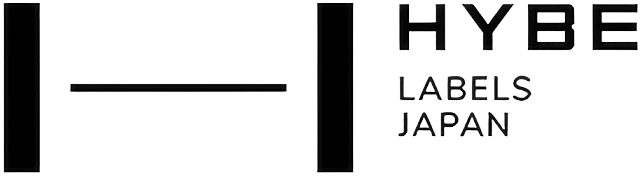
公司於2021年至2025年使用的徽標

2021年3月30日，在定期股東大會中，通過了變更商號的決議，公司名稱「Big Hit Entertainment Japan」正式變更為「HYBE LABELS JAPAN」，為HYBE旗下子公司。
2021年5月31日，官方宣布KYUNGMIN離開公司，退出新男團出道計畫。
2021年7月1日，公司與HYBE T&D JAPAN被HYBE JAPAN吸收合併後，同月6日，公司從HYBE JAPAN分立，並重新註冊，取得新的法人番號，成為HYBE的日本總部HYBE JAPAN旗下的子公司。
2022年7月9日，旗下4名準出道練習生K、NICHOLAS、EJ、TAKI與11名練習生出演公司製作的選秀節目《&AUDITION - The Howling -》，同年9月3日，於節目最後一集旗下第一個男團&TEAM正式成立。
2022年12月7日，旗下男團&TEAM發行迷你專輯《First Howling : ME》正式出道。
2023年2月26日，公司與LDH JAPAN透過選秀《iCON Z~Dreams For Children~》聯合製作的新女團MOONCHILD將於同年5月3日在日本出道，團體音樂由LDH JAPAN旗下藝人ØMI與公司旗下音樂製作人ALYSA負責製作，營運則由LDH JAPAN負責。
2023年9月24日，公開旗下練習生團體「24組」，成員有KYOSUKE與在節目《&AUDITION 》遭淘汰的GAKU、HIKARU (現HAKU)；10月24日公開2名新練習生KAIJI、REO；11月24日，公開新練習生RUKA；12月24日，公開新練習生SHIN、YUJU。

### 2025年至今：YX LABELS
2025年2月14日，宣布公司名稱「HYBE LABELS JAPAN」改為「YX LABELS」，新名稱蘊含了在日本音樂市場中建立新的「軸心（axis）」的願景。YX LABELS是一個致力於為所有粉絲（You）提供最年輕（Youth）、極致（eXtreme）和卓越（eXcellence）娛樂體驗的廠牌。
2025年2月15日，製作的第二個選秀節目《應援-HIGH ~夢的起跑線~》正式播出共8話，由旗下11名練習生出演。同年4月23日，於節目《DayDay.》公開投票最終2名出道成員，並與先前於節目最後一集選出的5名成員，正式組成7人團體aoen。
2025年6月11日，旗下男團aoen發行單曲專輯《青い太陽 (The Blue Sun)》正式出道。

## 歷任CEO
1. 李命學
2. 金延洙 김연수 (2023-2025)
3. 韓賢祿 한현록 (2025-)[15]

## 旗下藝人

### 團體
- &TEAM
- aoen

### 音樂製作人
- 源田爽馬 (Soma Genda)
- BreadBeat

## 影視製作
- 2022年－《&AUDITION - The Howling -》
- 2025年－《應援-HIGH ~夢的起跑線~》

## 昔日藝人

### 音樂製作人
- ALYSA[16]
- UTA[17]

### 編舞家
- 井上さくら (SAKURA INOUE)[18]

## 昔日練習生
團體
- 趙慶民（8TURN）
- 髙橋航大（髙橋わたる，OCTPATH）
- SEOK MATTHEW（ZEROBASEONE）
- 境 萌花 （ILLIT）
- 宮武颯（WILD BLUE）

其他
- 児玉龍亮（選秀《PRODUCE 101 JAPAN 2》）[19]
- MINHYUNG、金叡俊（選秀《&AUDITION》）
- 柳俊元（前FANTASY BOYS）
- SHIN、HARU、NARUMI、KAIJI（選秀《應援HIGH》）

## 外部連結
YX LABELS
- YX LABELS的官方網站
- YX LABELS的X（前Twitter）
- YouTube上的YX LABELS播放列表 (HYBE LABELS頻道)

AUDITION
- YX LABELS AUDITION 的官方網站
- YX LABELS AUDITION的X（前Twitter）
- YX LABELS AUDITION的Instagram帳戶